# Нантёй-су-Мюре
Нантёй-су-Мюре́ (фр. Nampteuil-sous-Muret) — коммуна во Франции, находится в регионе Пикардия. Департамент коммуны — Эна. Входит в состав кантона Виллер-Котре. Округ коммуны — Суасон.
Код INSEE коммуны — 02536.

## Население
Население коммуны на 2010 год составляло 85 человек.
| 1962 | 1968 | 1975 | 1982 | 1990 | 1999 | 2010 |
| ---- | ---- | ---- | ---- | ---- | ---- | ---- |
| 122  | 99   | 83   | 86   | 102  | 76   | 85   |

## Экономика
В 2010 году среди 58 человек трудоспособного возраста (15—64 лет) 42 были экономически активными, 16 — неактивными (показатель активности — 72,4 %, в 1999 году было 63,3 %). Из 42 активных жителей работали 39 человек (24 мужчины и 15 женщин), безработных было 3 (2 мужчин и 1 женщина). Среди 16 неактивных 4 человека были учениками или студентами, 7 — пенсионерами, 5 были неактивными по другим причинам.